# Carrington-Cutileirov plan
Lisabonski sporazum, također poznat kao Carrington-Cutileirov plan, nazvan po svojim tvorcima Peteru Carringtonu i portugalskom veleposlaniku Joseu Cutileiru, proizašao je iz konferencije održane od strane Europske zajednice, u rujnu 1991. u pokušaju da spriječi rat u Bosni i Hercegovini. U trenucima kada je postalo očito pripremanje JNA za rat i nakon što su Ujedinjeni narodi i Europska zajednica odbili prijedloge Bosne i Hercegovine, europske sile predvođene Ujedinjenim Kraljevstvom počinju raditi na prvom mirovnom planu. 
Predstavljena su načela o novom ustavnom ustrojstvu Bosne i Hercegovine. Planom je popraćeno tadašnje stanje u državi, postojanje srpskih autonomnih oblasti i hrvatskih zajednica. Predložena je etnička podjela vlasti na svim razinama vlasti i devoluciju središnje države na lokalne etničke zajednice. Međutim, svaka općina Bosne i Hercegovine će biti klasificirana kao muslimanska, srpska ili hrvatska prema planu, čak i one gdje, etnička većina nije bila očita. Po tom planu u sastav srpske konstitutivne jedinice trebalo je ući 37 općina (44 % teritorija), u sastav muslimanske 52 općine (44 % teritorija), a u sastav hrvatske 20 općina (12 % teritorija). 18. ožujka 1992, sve tri strane su potpisale sporazum; Alija Izetbegović za Muslimane, Radovan Karadžić za Srbe u BiH i Mate Boban za Hrvate u BiH.  
Međutim, 28. ožujka, Izetbegović, nakon susreta s tadašnjim američkim veleposlanikom u Jugoslaviji, Zimmermannom, u Sarajevu, povlači svoj potpis i objavljuje svoje protivljenje bilo koje vrste etničke podjele BiH. Što je tko rekao ostaje nejasno. Zimmerman poriče da je rekao ako Izetbegović povuče svoj potpis, Sjedinjene Američke Države će dati međunarodno priznanje BiH kao neovisne države. Neosporno je da Izetbegović isti dan, povlači svoj potpis i odriče se sporazuma.

## Galerija
| Carrington-Cutileirov mirovni plan: muslimanske općine prikazane zelenom, srpske crvenom, a hrvatske plavom. |  | Carrington-Cutileirov mirovni plan: muslimanske općine prikazane zelenom, srpske crvenom, a hrvatske plavom. |
| Carrington-Cutileirov mirovni plan: muslimanske općine prikazane zelenom, srpske crvenom, a hrvatske plavom. |  | Kasnije prepravke plana Carrington-Cuttilero: distrikt Sarajevo prikazan žutom bojom.                        |